# Mirai (hudební skupina)
Mirai (v japonštině budoucnost) je česká popová hudební skupina. Vznikla v roce 2014 a pochází z Frýdku-Místku. Frontmanem, zpěvákem a kytaristou je Mirai Navrátil. V kapele dále hrají bubeník Šimon Bílý, baskytarista Michal Stulík a kytarista Tomáš Javůrek. Ve sbírce má ocenění z ankety Český slavík i Cenu Anděl i cenu Hudební ceny Evropy 2.

## Historie

### Předchůdci Mirai
Hlavní tváří formace je zpěvák a kytarista Mirai Navrátil, který má japonské kořeny a žije ve Frýdku-Místku. Hudbě se věnuje už od puberty, prošel mnoha místními kapelami, většinou s anglickými texty. Jednou z nich byli Dolls In The Factory, založení v roce 2011, kde se setkal s bubeníkem Šimonem Bílým, s nímž později založil kapelu Mirai.

### Založení kapely
V roce 2014 frontman, zpěvák, kytarista Mirai Navrátil a bubeník Šimon Bílý přivedli k životu novou skupinu Mirai. Jejím třetím členem se tentýž rok stal baskytarista Michal Stulík. Trojice podepsala nahrávací smlouvu s vydavatelstvím Universal Music. Jako jazyk svých písní si zvolili češtinu.

### První úspěchy
Hned zkraje roku 2015 vydala skupina svůj první song „Dítě robotí“, jehož zvuk byl popový s využitím elektroniky. Brzy se probojoval mezi tři nejhranější domácí skladby v českých rádiích. Druhým singlem se ve stejném roce stala píseň „Souznění“. Až třetí song byl ale pro kapelu průlomový. Skladba „Cesta z města“ překvapila hopem. Stejnojmenné EP vyšlo v říjnu 2015. Trio ho živě představilo na halovém turné skupiny Kryštof k albu Srdcebeat, které navštívilo přes devadesát tisíc fanoušků. V lednu 2016 se „Cesta z města“ stala druhou nejhranější domácí písní v českých rádiích. Do první pětice žebříčku se v tom samém roce dostala také další skladba Mirai s názvem „Kokos bez kokosu“.

### Debutové album Konnichiwa
Předzvěstí prvního alba byla v únoru 2017 píseň „Když nemůžeš, tak přidej“, ke které vznikl zábavně pojatý videoklip. V duchu hesla Emila Zátopka v něm členové plní zdánlivě nesplnitelné úkoly. Singl se devětkrát umístil na první příčce žebříčku nejhranějších domácích skladeb v rádiích, v první desítce se pohyboval ještě na jaře 2018.
Ještě před vydáním alba Konnichiwa v říjnu 2017 se sestava rozšířila o jednoho člena, když post druhého kytaristy obsadil Tomáš Javůrek. Deska vznikala ve spolupráci se čtyřmi různými producenty a hudebníci na ní vsadili na stylovou rozmanitost. Její vydání poznamenala tragická událost v rodině bubeníka Šimona Bílého, jehož manželka zemřela při dopravní nehodě. Z tohoto důvodu bylo společné turné se skupinou Poetika přeloženo z podzimu 2017 na jaro 2018.
Na koncertě v pražském Lucerna Music Baru v dubnu 2018 obdrželi Mirai za desku Konnichiwa od svého vydavatelství Universal Music Platinové album. Kromě hitu „Když nemůžeš, tak přidej“ se v rádiích těšily popularitě také další singly „Pojď, zapomenem“ (druhé místo v žebříčku TOP 50 CZ/SK) a „Anděl“ (dvakrát první místo v žebříčku Top CZ/SK). Kapela zároveň díky rozšíření sestavy ukázala pestřejší a dynamičtější koncertní pojetí. Její vystoupení se stala ozdobou programů většiny velkých letních festivalů.
V anketě Český slavík 2017 získala formace hned tři ocenění. V hlasování fanoušků byla zvolena za Objev roku, hit „Když nemůžeš, tak přidej“ si vysloužil tituly Nejoblíbenější a Nejstreamovanější píseň roku. Objevem roku se Mirai stali také na udílení Cen Anděl za rok 2017. Celkem byli v tomto ročníku nominováni na tři ceny – v kategoriích Album (Konnichiwa) a Skladba roku („Když nemůžeš, tak přidej“) na vítězství nedosáhli.

### Druhé album a přesun do hal
Další velké milníky si kapela vytyčila pro rok 2019. V lednu představila singl první ochutnávku z druhého studiového alba, jehož vydání oznámila na září 2019. Také s touto písní si podmanila český rádiový éter.[zdroj?] V březnu a dubnu 2019 zvítězila v hitparádě TOP 50 CZ/SK šestkrát po sobě. Jako druhý singl byla vybrána skladba Hometown.
V březnu 2023 kapela oznámila, že v Berlíně natáčí novou desku.
Dne 12. dubna 2024 kapela vydala v pořadí páté album s názvem Tomodachi.

## Diskografie
- Cesta z města (2015)
- Konnichiwa (2017)
- Arigatō (2019)
- Maneki Neko (2021)
- Tomodachi (2024)